# Sydney International 1997 - Qualificazioni doppio maschile
Le qualificazioni del doppio maschile dello  Sydney International 1997 sono state un torneo di tennis preliminare per accedere alla fase finale della manifestazione. I vincitori dell'ultimo turno sono entrati di diritto nel tabellone principale. In caso di ritiro di uno o più giocatori aventi diritto a questi sono subentrati i lucky loser, ossia i giocatori che hanno perso nell'ultimo turno ma che avevano una classifica più alta rispetto agli altri partecipanti che avevano comunque perso nel turno finale.
Le qualificazioni del doppio del torneo Sydney International 1997 prevedevano 4 coppie partecipanti di cui una è entrata nel tabellone principale.

## Teste di serie
1. Mark Keil /  Sébastien Leblanc (primo turno)

1. Neville Godwin /  Grant Stafford (ultimo turno)

## Qualificati
1. James Holmes  /   Andrew Painter

## Tabellone

### Legenda
| - Q = Qualificato - WC = Wild card - LL = Lucky loser | - ALT = Alternate - SE = Special Exempt - PR = Protected Ranking | - w/o = Walkover - r = Ritirato - d = Squalificato |

|  | Primo turno | Primo turno                     | Primo turno                 | Primo turno | Primo turno |  |  | Ultimo turno | Ultimo turno                  | Ultimo turno | Ultimo turno | Ultimo turno |  |
|  |             |                                 |                             |             |             |  |  |              |                               |              |              |              |  |
|  |             | James Holmes Andrew Painter     | James Holmes Andrew Painter | 7           | 6           |  |  |              |                               |              |              |              |  |
|  | 1           | Mark Keil Sébastien Leblanc     | Mark Keil Sébastien Leblanc | 5           | 3           |  |  |              | James Holmes Andrew Painter   | 3            | 7            | 6            |  |
|  | 2           | Neville Godwin Grant Stafford   | 4                           | 6           | 6           |  |  | 2            | Neville Godwin Grant Stafford | 6            | 6            | 2            |  |
|  |             | Gustavo Kuerten Sargis Sargsian | 6                           | 2           | 0           |  |  |              |                               |              |              |              |  |